# Ямал ЗПГ
Ямал ЗПГ – завод із виробництва зрідженого природного газу, розташований на півострові Ямал (північ Тюменської області Росії).

## Опис
У 2010-х роках найбільша російська приватна компанія «Новатек» в межах розробки унікального Південно-Тамбейського родовища ініціювала проєкт побудови заводу із зрідження природного газу. Незважаючи на велику вартість (біля 27 млрд. доларів США) проєкт в найближчому майбутньому не мав серйозної альтернативи, оскільки розвиток трубопровідної інфраструктури Ямалу лише розпочинався (компанія «Газпром» споруджувала трубопровід Бованенково – Ухта для поставок із власних родовищ). До того ж виробництво ЗПГ дозволяло вийти на світовий ринок цього продукту, не обмежуючи коло споживачів європейським трубопровідним напрямком.
Проєкт передбачав спорудження трьох технологічних ліній загальною потужністю 16,5 млн.т ЗПГ на рік (23,1 млрд.м3). Їх введення в експлуатацію заплановано на 2017, 2018 та 2019 роки. Крім основної продукції, завод мав виробляти 1,2 млн.т конденсату на рік. Для зберігання ЗПГ передбачили будівництво чотирьох резервуарів об`ємом по 160000 м3 кожен.
Відправка газових танкерів відбувається зі спеціально спорудженого в Обській губі порту Сабетта, при цьому держава володіє льодозахисними спорудами, операційною акваторією та підхідними каналами порту, що позиціонується як багатофункціональний, тоді як причали (як для перевалки ЗПГ і конденсату, так і по обслуговуванню інших вантажів та портового флоту) та інженерні мережі й комунікації відносяться до Ямал ЗПГ. В літній період вивіз продукції на цільовий далекосхідний ринок здійснюється Північним морським шляхом у напрямку Берингової протоки. В зимовий період танкери мали слідувати на захід в обхід Європи та через Суецький канал. Спеціально для проєкту спорудили серію газовозів льодового класу ARC7 вантажоємністю 170000 м3, при цьому основним паливом для двигуна судна також обрали ЗПГ. 
Обслуговування проєкту здійснює власна теплоелектростанція. Ще одним інфраструктурним об'єктом є аеропорт зі злітно-посадковою смугою довжиною 2704 метри.
Проект реалізував консорціум у складі «Новатеку» (50,1%), французької Total і китайської CNPC (по 20%), а також Фонду Шовкового шляху (9,9%). Власники мали забезпечити фінансування у сумі 13 млрд.доларів США, тоді як друга частина необхідних інвестицій припадала на залучені кредити.
Наприкінці 2010-х на протилежному березі Обської губи консорціум під головуванням "Новатеку" почав будівництво ще одного заводу зі зрідження газу Арктик ЗПГ 2. 
1 травня 2025 року президент Зеленський ввів санкції проти заводу. 